# Elymus nodosus
Elymus nodosus là một loài thực vật có hoa trong họ Hòa thảo. Loài này được (Nevski) Melderis mô tả khoa học đầu tiên năm 1978.